# ادوارد یانگ
ادوارد یانگ (انگلیسی: Edward Yang; ۶ نوامبر ۱۹۴۷ – ۲۹ ژوئن ۲۰۰۷) یک کارگردان، و فیلم‌نامه‌نویس اهل تایوان بود. او در کنار هو شیائو شین یکی از پیشگامان موج جدید سینمای تایوان بود و فیلم‌هایش اضطراب و سردرگمی نسل جدید این کشور را در آستانه مدرن شدن به تصویر می‌کشید.
وی همچنین برنده جوایزی همچون جایزه بهترین کارگردان (جشنواره فیلم کن) شده‌است.

## فیلم‌شناسی
| سال  | عنوان                    | یادداشت                                                                        |
| ---- | ------------------------ | ------------------------------------------------------------------------------ |
| ۱۹۸۳ | آن روز کنار ساحل         | برنده بهترین فیلمبرداری - جشنواره آسیاپسیفیک                                   |
| ۱۹۸۵ | داستان تایپه             | حضور هو شیائو شین به عنوان بازیگر نقش اصلی                                     |
| ۱۹۸۶ | تروریست‌ها                | برنده بهترین فیلمنامه - جشنواره آسیاپسیفیک برنده پلنگ نقره‌ای - جشنواره لوکارنو |
| ۱۹۹۱ | یک روز تابستانی درخشان‌تر | بهترین فیلم - جشنواره آسیاپسیفیک                                               |
| ۲۰۰۰ | یی‌یی: یکی پس از دیگری    | بهترین کارگردان - جشنواره فیلم کن                                              |